# 산림교육원
산림교육원(山林敎育院, Forest Training Institute)은 산림분야 업무에 종사하는 공무원과 산림 관련 공공기관의 임직원 및 임업인 등의 업무수행에 필요한 전문지식과 기술 습득을 위한 교육훈련에 관한 사무를 관장하는 대한민국 산림청의 소속기관이다. 2012년 1월 26일 발족하였으며, 경기도 남양주시 진접읍 장현천로 197에 위치하고 있다. 원장은 고위공무원단 나등급에 속하는 일반직공무원으로 보한다.

## 연혁
- 1961년 12월: 농촌진흥청 수련소에서 교육 실시.
- 1973년 12월 31일: 임업시험장에 훈련부 설치.[3]
- 1977년 9월 20일: 산림청 소속 임업연수원으로 독립.[4]
- 1989년 12월 15일: 내무부 지방행정연수원청사에서 현 청사로 이전.
- 1999년 1월 1일: 임업연구원 임업연수부로 편입.[5]
- 2004년 1월 9일: 국립산림과학원 소속으로 변경.[6]
- 2006년 1월 1일: 산림인력개발원으로 독립.[7]
- 2012년 1월 26일: 산림교육원으로 개편.[8]

## 조직

### 원장
- 교육기획과[9]
- 재해방지교육과[9]